# Bactrocera aurea
Bactrocera aurea
 es una especie de díptero que May describió por primera vez en 1952. Bactrocera aurea pertenece al género Bactrocera de la familia Tephritidae.